# کولچستر هانت (ویرجینیا)
کولچستر هانت (به انگلیسی: Colchester Hunt) یک منطقهٔ مسکونی در ایالات متحده آمریکا است که در شهرستان فرفکس، ویرجینیا واقع شده‌است.